# Триселенид диниобия
Триселенид диниобия — бинарное неорганическое соединение
ниобия и селена
с формулой Nb2Se3,
кристаллы.

## Получение
- Сплавление стехиометрических количеств чистых веществ:

{\displaystyle {\mathsf {2Nb+3Se\ {\xrightarrow {1000-1200^{o}C}}\ Nb_{2}Se_{3}}}}

## Физические свойства
Триселенид диниобия образует кристаллы
моноклинной сингонии,
пространственная группа P 21/m,
параметры ячейки a = 0,6503 нм, b = 0,3434 нм, c = 0,9215 нм, β = 103,39°, Z = 2
.